# Комитет оборонной науки, техники и оборонной промышленности
Комиссия по науке, технологии и промышленности для обороны (китайский: 国防科学技术工业委员会, англ: Commission for Science, Technology and Industry for National Defense, сокр. COSTIND (англ.), КОНТОП (рус.)) ранее гражданское министерство в Государственном совете Китайской Народной Республики, отвечающее за разработку политики гособоронзаказов. Оно задумывалось как китайский аналог Агентства по перспективным оборонным научно-исследовательским разработкам США. Министерство было создано в 1982 году для централизации китайских оборонных закупок и технологий, чьи обязанности ранее были распределены между несколькими ведомствами. 
В марте 2008 года COSTIND было подчинено вновь созданному Министерству промышленности и информационных технологий и преобразовано в Государственное управление оборонной науки, техники и промышленности (ГУОНТП; англ. State Administration for Science, Technology and Industry for National Defence. сокр. SASTIND). Бывший заместитель директора COSTIND  Chen Qiufa, был назначен главой SASTIND.
Согласно предположениям Инициативы противодействия ядерной угрозе, Китайское управление по атомной энергии являлось частью COSTIND.

## История
В конце 1990-х годов произошла массовая реорганизация китайской оборонной промышленности. Основной целью этой перестройки было отделение закупки вооружений, за которые стал отвечать Отдел общих вооружений народно-освободительной армии. Его задачей стал контроль производства и разработки вооружений на нескольких различных предприятиях, таких как Китайская Северная промышленная корпорация и Китайская южная промышленная корпорация. Эти предприятия находились в госсобственности, но не были под прямым государственным управлением. В результате разработка политики для этих отраслей перешла в ведение КОНТОП. Из-за огромных перемен в КОНТОП, многие аналитики разделяют «новый КОНТОП» (1998-2008) и «старый КОНТОП» (1982-1998).
COSTIND сыграла важную роль в космической программе Китая, в качестве одного из своих бюро в китайской Национальной космической Администрации, отвечающей за курс Китая в космосе.

## Задачи и функции
КОНТОП был наделен следующими основными функциями: воплощение в жизнь политических установок, связанных с реформированием ВПК; изучение существующего состояния и разработка политики развития ВПК; руководство ядерной, космической, авиационной, судостроительной, оружейной отраслями промышленности, направлениями работ электронной отрасли; ведение единого планирования НИОКР и увязка их с производством и общей концепцией строительства вооруженных сил; проверка полномочий и выдача разрешений на проведение НИОКР и производство ВВСТ, координации и контроль исполнения контрактов, заключенных с НОАК на проведение НИОКР; организация работ по оптимизации производственных мощностей, структуры и размещения предприятий ВПК; составление программ капиталовложений в основные фонды, конверсии и модернизации, а также организация их выполнения; контроль и координация международного сотрудничества по всем вопросам ВПК.

## Университеты под управлением COSTIND
- Пекинский Институт технологии
- Пекинский Университет Аэронавтики и Астронавтики
- Харбинский Инженерный Университет
- Харбинский Технологический институт
- Северо-Западный Политехнический Университет
- Нанкинский Университет Аэронавтики и Астронавтики
- Нанкинский Университет науки и технологии

## Предприятия, находящиеся в ведении COSTIND
- Первая китайская корпорация авиационной промышленности
- Вторая китайская корпорация авиационной промышленности
- Китайская Северная промышленная корпорация
- Китайская Южная промышленная корпорация
- Китайская корпорация Судостроительной Промышленности
- Китайская Государственная судостроительная корпорация
- Китайская корпорация аэрокосмических наук и технологий
- Китайская корпорация аэрокосмической техники и электроники
- Китайская национальная корпорация по ядерным программам
- Китайская группа ядерных разработок и атомного машиностроения

## Список председателей
1. Chen Bin (陈彬)
2. Ding Henggao (丁衡高)
3. Цао Ганчуань: 1996-1998
4. Liu Jibin (刘积斌): 1998-2003
5. Чжан Юньчуань: 2003-2007
6. Zhang Qingwei: 2007-2008